# Ятвезь-Дужа
Ятвезь-Дужа (пол. Jatwieź Duża) — село в Польщі, у гміні Суховоля Сокульського повіту Підляського воєводства. Населення — 267 осіб (2011).
У 1975-1998 роках село належало до Білостоцького воєводства.

## Демографія
Демографічна структура станом на 31 березня 2011 року:
|          | Загалом | Допрацездатний вік | Працездатний вік | Постпрацездатний вік |
| -------- | ------- | ------------------ | ---------------- | -------------------- |
| Чоловіки | 137     | 28                 | 93               | 16                   |
| Жінки    | 130     | 25                 | 69               | 36                   |
| Разом    | 267     | 53                 | 162              | 52                   |